# Alopecosa akkolka
Alopecosa akkolka este o specie de păianjeni din genul Alopecosa, familia Lycosidae, descrisă de Marusik, 1995. Conform Catalogue of Life specia Alopecosa akkolka nu are subspecii cunoscute.